# Central line
Central line er en London Underground-bane, der løber gennem det centrale London, fra Ealing og Ruislip i vest til Epping, Essex i nordøst. Banen er farvet rød på netværkskortet og betjener 49 stationer på 74 km. Den er den længste Underground-bane. Den er også den ene af kun to baner i Underground-netværket, der krydser Greater Londons grænse. Den anden er Metropolitan line. Som en af Londons dybtliggende tube-jernbaner er togene mindre end dem på de britiske fjernbaner.
Banen åbnede som Central London Railway i 1900, som den tredje dybtliggende tube-bane, der blev muliggjort af elektriske tog, og krydser det centrale London i en øst-vestgående akse. Den blev senere forlænget til den vestlige forstad Ealing. Efter 2. verdenskrig blev banen forlænget betragteligt til de nyligt anlagte forstæder ved overtagelse af damptrukne ruter i de ydre forstæder til Londons grænser og videre mod øst. Disse realiserede planer var blevet forsinket af krigen, hvor anlægget stoppede og de ubenyttede tunneller blev benyttet som beskyttelsesrum og fabrikker. Væksten i forstæderne viste sig dog at blive mindre end forventet, og af de planlagte forlængelser blev en (til Denham) forkortet pga. sin beliggenhed i det grønne bælte rundt om London, og en anden (til Ongar) blev i sidste ende lukket i 1994 pga. lave passagertal. Central line har siden en større renovering i 1990'erne hovedsageligt været drevet automatisk med automatic train operation, selvom alle tog stadig har lokomotivfører. Mange af banens stationer er af historisk interesse, lige fra Central London Railway-bygningerne i Vestlondon fra århundredeskiftet til modernistiske efterkrigsdesigns på West Ruislip- og Hainault-grenene, så vel som victorianske ECR- og GER-bygninger øst for Stratford, fra da banen til Epping var en afgrening gennem åbent land.
Målt på passagertal er Central line den travleste bane i London Underground. I 2011/12 blev over 260 millioner passagerrejser foretaget på Central line. Banen har i øjeblikket den højeste frekvens i London Underground med 34 tog i timen i drift i en halv time i vestgående retning i morgenmyldretiden, og mellem 27 og 30 tog i timen gennem resten af myldretiderne. Dette gør banen til både den travleste og mest frekvente jernbane i Storbritannien. Det er den eneste tube-bane, der løber øst-vest gennem Londons centrale kerne, går under shoppingcentrummet i Oxford Street og det finansielle centrum i City. Elizabeth line, der forventes at begynde drift i 2018 og have fuld drift i 2019, vil skabe skiftemuligheder til Central line på Stratford, Liverpool Street, Tottenham Court Road, Bond Street og Ealing Broadway, hvilket vil reducere områdets overbelægning.

## Historie

### Central London Railway
Central London Railway (CLR) fik i 1891 tilladelse til en tube-line mellem Shepherd's Bush og en station ved Cornhill, og det følgende år blev en forlængelse til Liverpool Street godkendt, med en station ved Bank i stedet for ved Cornhill. Frem for at løbe under bygninger er banen anlagt følgende gaderne ovenover, da køb af servitutret under de private ejendomme ville være dyre, og som konsekvens heraf løber det ene spor over det andet nogle steder, og perronerne er på forskellige niveauer på St Paul's, Chancery Lane og Notting Hill Gate Stationer. Tunnellerne blev boret med en nominel diameter på 3,56 m, forøget i kurver og reduceret til 3,51 m nær stationerne. Som udgangspunkt stiger tunnellerne ved ankomst til en station for at lette nedbremsning, og falder ved afgang for at lette acceleration.
Central London Railway var den første underjordiske jernbane, til at have stationsperronerne oplyst med elektricitet. Alle perronerne blev oplyst af automatiske, elektriske Crompton-lysbuelamper, og andre stationsområder af glødelamper. Både City and South London Railway og Waterloo and City Railway blev oplyst af gaslamper, hovedsageligt da disse baners elværker blev projekteret uden yderligere kapacitet til at forsyne elektrisk belysning. Med hvidtglaceret flisebelægning var alle underjordiske Central London Railway-perroner meget klart belyst. Brugen af elektrisk belysning blev yderligere gjort mulig, da Central London også var den første tube-bane til at bruge vekselstrømsforsyning og transformatore på fordelingsstationer kunne nemt skaffe belejlige spændinger til at drive belysningen. Tidligere tube-baner genererede jævnstrøm med den nødvendige spænding for at køre togene (500 Volt).
Banen mellem Shepherd's Bush og Bank blev officielt åbnet den 30. juni 1900, mens togdriften begyndte den 30. juli. Med en flad takst på 2d (to gamle pence) blev banen kendt som "The Twopenny Tube". Oprindeligt blev banen drevet med vogne trukket af ellokomotiver, men lokomotivernes betydelige uaffjedrede vægt forårsagede store vibrationer i bygningerne over banen, og jernbaneselskabet ombyggede lokomotiverne til at have gearet træk. Dette muliggjorde brugen af motorer til højere hastighed og lettere motorer, hvilket reducerede lokomotivets samlede vægt lige så vel som den uaffjedrede vægt. Jernbaneselskabet forsøgte også en alternativ tilgang: det konverterede fire vogne til at have motorer og styringsapparat. To af disse eksperimentalmotorvogne blev benyttet i et 6-vognstog, med styringsapparatet drevet af systemet, der blev benyttet på Waterloo and City Railway. De modificerede lokomotiver var en betydelig forbedring, men motorvogne med endnu lavere vægt var stadig endnu bedre. CLR bestilte 64 nye motorvogne, der var designet til at bruge Spragues nyligt udviklede traction controlsystem. CLR eksklusivt benyttede de følgende elektriske togsæt fra 1903.
I juli 1907 blev taksten øget til 3d for ture længere end syv eller otte stationer. Banen blev forlænget med vest med et loop til at betjene en enkelt perron på Wood Lane i forbindelse med Franco-British Exhibition. En reduceret takst på 1d for ture på tre eller flere stationer blev introduceret i 1909, og periodekort var mulige fra 1911. Forlængelsen til Liverpool Street åbnede det følgende år, hvilket gav adgang til Great Eastern-stationen og den tilstødende Broad Street Station via rulletrapper. Central London Railway blev absorberet ind i Underground Group den 1. januar 1913.
I 1911 fik Great Western Railway tilladelse til en bane fra Ealing Broadway til en station nær CLR's Shepherd's Bush Station, med forbindelse til West London Railway. En aftale forbandt banen til Central London Railway og gav CLR lov til at køre tog til Ealing Broadway. Anlægget af forlængelsen fra CLR til Ealing Broadway begyndte i 1912, men åbningen blev forsinket af 1. verdenskrig. CLR købte nyt rullende materiel til forlængelsen, hvilket ankom i 1915 og blev opmagasineret før det blev udlånt til Bakerloo line. Det rullende materiel returnerede, da forlængelsen åbnede i 1920.
I 1912 blev planer om en jernbane fra Shepherd's Bush til Turnham Green og Gunnersbury fremlagt, hvilket ville tillade Central London Railway at køre tog på London and South Western Railway (L&SWR)-spor til Richmond. Ruten blev godkendt i 1913, men arbejdet var ikke begyndt ved krigens udbrud det følgende år. I 1919 var en alternativ rute fremlagt, der havde en tunnelleret forbindelse til de ubenyttede L&SWR-spor syd for deres Shepherd's Bush Station og derfra via Hammersmith (Grove Road) Station. Tilladelsen blev tildelt i 1920, men forbindelsen blev aldrig anlagt, og L&SWR-sporene blev benyttet af Piccadilly line, da den blev forlænget mod vest fra Hammersmith i 1932.

### London Transport og 2. verdenskrig
Den 1. juli 1933 blev Central London Railway og andre transportselskaber i Londonområdet sammenlagt for at danne London Passenger Transport Board, almindeligt kendt som London Transport. Jernbanen var kaldet "Central London Line" og blev "Central line" i 1937. New Works Programme fra 1935-40 indebar en større udvidelse af banen. I vest skulle nye tracks anlægges parallelt med Great Western Railways New North Main Line helt til Denham. I øst ville nye tunneller løbe til kort efter Stratford Station, hvor banen ville blive forlænget via London & North Eastern Railways forstadsafgrening til Epping og Ongar i Essex, ligesom en ny underjordisk bane mellem Leytonstone og Newbury Park, hovedsageligt under Eastern Avenue, for således at betjene de nye forstæder i Nordilford og Hainault-loopet. Perroner på stationer i det centrale London skulle forlængelse for at gøre plads til 8-vognstog.
Anlægget begyndte, tunnellerne gennem det centrale London blev udvidet og forlagt og stationerne forlænget, mens det viste sig at være umuligt at modificere Wood Lane Station til at modtage 8-vognstog, og en ny station ved White City blev godkendt i 1938. Banen blev konverteret til London Undergrounds firskinne-elsystem i 1940. Den ydre positivskinne er 40 mm højere end på andre baner, for selv efter ombygningsarbejderne var tunnellerne lidt mindre.[kilde mangler] Det meste af tunnellerne for forlængelsen til det østlige London var blevet bygget i 1940, men arbejdet gik langsommere pga. 2. verdenskrigs udbrud og sidenhen suspenderet i juni. De ubenyttede tunneller mellem Leytonstone og Newbury Park blev udstyret af Plessey som en flykomponentfabrik, der åbnede i marts 1942 og havde 2000 ansatte. Andre steder benyttede personer underjordiske stationer som beskyttelsesrum under luftangreb. Den uåbnede Bethnal Green Station havde plads til 10.000 personer. I marts 1943 døde 173 personer der, da en kvinde, der gik ind i beskyttelsesrummet, faldt ved foden af trappen og de følgende faldt ovenpå hende.
Anlægget genstartede efter krigen, og den vestlige forlængelse åbnede helt til Greenford i 1947 og West Ruislip i 1948. Tilladelsen til at forlænge banen til Denham blev aldrig benyttet som følge af etableringen af det grønne bælte rundt om London efter krigen, der begrænsede udvikling af landet i det område. Den østlige forlængelse åbnede helt til Stratford i december 1946, hvor togene fortsatte uden passagerer for at vende i udgravningen syd for Leyton. I 1947 åbnede banen til Leytonstone, og sidenhen Woodford og Newbury Park. Stationerne fra Newbury Park til Woodford via Hainault og fra Woodford til Loughton blev betjent af tube-tog fra 1948. Syd for Newbury Park lukkede den vestvendte udfletning med fjernbanen samme år for at give plads til udvidelsen af Ilford vogndepot. Forlængelsen blev overdraget til London Underground-ledelse i 1949, da betjening af Epping med Central line-tog begyndte. Enkeltsporsbanen til Ongar blev dampbetjent af et styrevognstog kørt af British Rail (BR) indtil 1957, hvor banen blev elektrificeret. BR-tog havde adgang til banen via en forbindelsen fra Temple Mills East til Leyton.
Central line-stationerne øst for Stratford bevarede for en tid deres godsforbindelser, der udgik fra Temple Mills, mens stationerne på Hainault-loopet blev betjent via Woodford. BR-banen syd for Newbury Park lukkede i 1956 og godsbetjeningen af stationerne på Hainault-loopet ophørte i 1965, mens den ophørte på resten af banens stationer i 1966. Tidlige morgenpassagertog fra Stratford (Liverpool Street på søndage) kørte til Epping eller Loughton indtil 1970. Den enkeltsporede strækning fra Epping til Ongar blev elektrificeret i 1957 og derefter kørt som en shuttle-service med korte tube-tog. Med kun 100 passagerer per dag og underskud, lukkede strækningen dog i 1994, og benyttes nu kun af veteranbanen Epping Ongar Railway.
Central line var lukket mellem januar og marts 2003, efter at 32 passagerer blev såret, da et tog afsporede ved Chancery Lane pga. en motor faldt ned på sporet. Banen blev ikke fuldt genåbnet før juni. I 2003 blev Central lines infrastruktur delvist privatiseret i et offentligt-privat partnerskab, forvaltet af Metronet-konsortiet. Metronet blev sat under administration i 2007, og Transport for London overtog deres ansvarsområder.

## Rute

### Jernbanen
Central line er 74 km lang og betjener 49 stationer. Banen er overvejende dobbelsporet og udvidet til tre spor på korte strækninger syd for Leytonstone og vest for White City. Intet spor deles med nogen anden bane, selvom nogle strækninger ligger parallelt med andre ruter. Den samlede sporlængde er 147,1 km, hvoraf 52,8 km er i tunnel. Sporet er elektrificeret med et firskinne-jævnstrømssystem, bestående af en central strømskinne med en strømtilførelse på −210 V og en skinne udenfor køreskinnerne på +420 V, hvilket giver en potentiel spændingsforskel på 630 V.
Enkeltsporsbanen nord for Epping, der lukkede i 1994, udgør nu veteranbanen Epping Ongar Railway. Per maj 2013 kører shuttletog i weekender mellem North Weald og Ongar og mellem North Weald og Coopersale. De standser ikke på Blake Hall, da stationens perroner blev fjernet efter stationens lukning i 1981, og de resterende bygninger er nu privat beboelse.
Strækningen mellem Leyton og umiddelbart syd for Loughton er den ældste jernbanelinjeføring i brug i det nuværende London Underground-system, efter at være åbnet 22. august 1856 af Eastern Counties Railway (ECR). Strækningen Loughton til Epping åbnede 24. april 1865 af ECR's efterfølger, Great Eastern Railway (GER), sammen med strækningen til Ongar. Hainault-loopet var oprindeligt størstedelen af Fairlop-loopet. der blev åbnet af GER den 1. maj 1903.
Banen har tre udfletninger:
- Woodford Junction er en flad krydsningsstation
- nord for Leytonstone falder afgreningen til Newbury Park til tube-tunneller under den ældre rute til Woodford
- vest for North Acton er der endnu en niveaufri udfletning, der adskiller banerne til Ealing Broadway og West Ruislip.[43]

Banen har den korteste rulletrappe i London Underground-systemet, på Stratford (tidligere på Chancery Lane), ved en stigning på 4,1 m, og Stratford og Greenford er de eneste stationer, hvor rulletrapper fører passagerne op til togene. På Greenford var systemets sidste rulletrappe med trætrin indtil den var udskiftet i marts 2014. De var fritaget fra brandregulativerne, da de var udenfor tunnelsystemet.
Banen har systemets højeste tube-perroner, på Redbridge, blot 7,9 m under vejen, og den skarpeste kurve, Caxton-kurven, mellem Shepherd's Bush og White City.

## Stationer

### Åbne stationer
| Station              | Billede              | Åbnet/Driftsstart  | Gren                        | Bemærkninger | |
| -------------------- | -------------------- | ------------------ | --------------------------- | --- | --- |
| West Ruislip         | West Ruislip         | 21. november 1948  | Ruislip-grenen              | Forbindelse til National Rail-tog. Åbnet som Ruislip & Ickenham i 1906 af Great Western and Great Central Joint Committee (GW&GCJC), omdøbt West Ruislip (for Ickenham) i 1947; suffikset blev senere droppet. | |
| Ruislip Gardens      | Ruislip Gardens      | 21. november 1948  | Ruislip-grenen              | Åbnet i 1934 af GW&GCJC, fjerntog ophørt 1958. | |
| South Ruislip        | South Ruislip        | 21. november 1948  | Ruislip-grenen              | Forbindelse til National Rail-tog. Åbnet som Northolt Junction af GW&GCJC i 1908, omdøbt South Ruislip & Northolt Junction i 1932 og omdøbt i 1947.                                                            | |
| Northolt             | Northolt             | 21. november 1948  | Ruislip-grenen              | Erstattede en nærliggende GWR-station, der åbnede i 1907. | |
| Greenford            | Greenford            | 30. juni 1947      | Ruislip-grenen              | Forbindelse til National Rail-tog til West Ealing, Ealing Broadway og Paddington. GWR-station åbnede i 1904. Stationen var den eneste til at bevare en rulletrappe i træ, som blev fjernet i 2014.             | |
| Perivale             | Perivale             | 30. juni 1947      | Ruislip-grenen              | Åbnet af GWR som "Perivale Halt" i 1904, lukket 1915–20; Suffikset fjernet i 1922. | |
| Hanger Lane          | Hanger Lane          | 30. june 1947      | Ruislip-grenen              | | |
| Ealing Broadway      | Ealing Broadway      | 3. august 1920     | Ealing-grenen               | Skift for District line og fjerntog. Åbnet af District Railway i 1879, forbindelse til fjerntogsstation åbnet i 1965-66.                                                                                       | |
| West Acton           | West Acton           | 5. november 1923   | Ealing-grenen               | | |
| North Acton          | North Acton          | 5. november 1923   | Hovedstrækning              | GWR-station åbnet i 1904, flyttet til den nuværende placering i 1913 og lukket i 1947. | GWR-station åbnet i 1904, flyttet til den nuværende placering i 1913 og lukket i 1947.                                                                                          |
| East Acton           | East Acton           | 3. august 1920     | Hovedstrækning              | Højrekørsel ender umiddelbart sydøst for stationen. | Højrekørsel ender umiddelbart sydøst for stationen. |
| White City           | White City           | 23. november 1947  | Hovedstrækning              | Togene kører i højre side gennem denne station | Togene kører i højre side gennem denne station |
| Shepherd's Bush      | Shepherd's Bush      | 30. juli 1900      | Hovedstrækning              | Renoveret i 2008. Vest for stationen begynder højrekørsel. | Renoveret i 2008. Vest for stationen begynder højrekørsel. |
| Holland Park         | Holland Park         | 30. juli 1900      | Hovedstrækning              | | |
| Notting Hill Gate    | Notting Hill Gate    | 30. juli 1900      | Hovedstrækning              | Skift for Circle og District lines | Skift for Circle og District lines |
| Queensway            | Queensway            | 30. juli 1900      | Hovedstrækning              | Åbnet som Queens Road; omdøbt 1. september 1946 | Åbnet som Queens Road; omdøbt 1. september 1946 |
| Lancaster Gate       | Lancaster Gate       | 30. juli 1900      | Hovedstrækning              | | |
| Marble Arch          | Marble Arch          | 30. juli 1900      | Hovedstrækning              | | |
| Bond Street          | Bond Street          | 24. september 1900 | Hovedstrækning              | Skift for Jubilee line | Skift for Jubilee line |
| Oxford Circus        | Oxford Circus        | 30. juli 1900      | Hovedstrækning              | Skift for Bakerloo og Victoria lines | Skift for Bakerloo og Victoria lines |
| Tottenham Court Road | Tottenham Court Road | 30. juli 1900      | Hovedstrækning              | Skift for Northern line. Åbnet som Oxford Street; omdøbt 9. marts 1908 | Skift for Northern line. Åbnet som Oxford Street; omdøbt 9. marts 1908 |
| Holborn              | Holborn              | 25. september 1933 | Hovedstrækning              | Oprindeligt åbnet som Piccadilly-station den 15. december 1906. Central line-perroner åbnede senere og stationen blev omdøbt Holborn (Kingsway); suffikset blev senere droppet.                                | Oprindeligt åbnet som Piccadilly-station den 15. december 1906. Central line-perroner åbnede senere og stationen blev omdøbt Holborn (Kingsway); suffikset blev senere droppet. |
| Chancery Lane        | Chancery Lane        | 30. juli 1900      | Hovedstrækning              | Omdøbt til Chancery Lane (Grays Inn) d. 25. juni 1934; suffikset blev senere droppet | Omdøbt til Chancery Lane (Grays Inn) d. 25. juni 1934; suffikset blev senere droppet                                                                                            |
| St. Paul's           | St. Paul's           | 30. juli 1900      | Hovedstrækning              | Åbnet som Post Office; omdøbt d 1. februar 1937 | Åbnet som Post Office; omdøbt d 1. februar 1937 |
| Bank                 | Bank                 | 30. juli 1900      | Hovedstrækning              | Skift for Circle, District, Northern og Waterloo & City lines og DLR | Skift for Circle, District, Northern og Waterloo & City lines og DLR |
| Liverpool Street     | Liverpool Street     | 28. juli 1912      | Hovedstrækning              | Skift for Circle, Hammersmith & City og Metropolitan lines. | Skift for Circle, Hammersmith & City og Metropolitan lines. |
| Bethnal Green        | Bethnal Green        | 4. december 1946   | Hovedstrækning              | | |
| Mile End             | Mile End             | 4. december 1946   | Hovedstrækning              | Skift for District og Hammersmith & City lines. Åbnet i 1902 for District Railway-tog. | Skift for District og Hammersmith & City lines. Åbnet i 1902 for District Railway-tog.                                                                                          |
| Stratford            | Stratford            | 4. december 1946   | Hovedstrækning              | Skift for Jubilee line, London Overground, DLR og National Rail-tog. Åbnet af Eastern Counties Railway (ECR) i 1839.                                                                                           | Skift for Jubilee line, London Overground, DLR og National Rail-tog. Åbnet af Eastern Counties Railway (ECR) i 1839.                                                            |
| Leyton               | Leyton               | 5. maj 1947        | Hovedstrækning              | Åbnet som Low Leyton af ECR i 1856, omdøbt i 1868. | Åbnet som Low Leyton af ECR i 1856, omdøbt i 1868. |
| Leytonstone          | Leytonstone          | 5. maj 1947        | Hovedstrækning              | Åbnet af ECR i 1856. | Åbnet af ECR i 1856. |
| Wanstead             | Wanstead             | 14. december 1947  | Hainault-loop               | Under krigen benyttet som beskyttelsesrum og tunnellerne som ammunitionsfabrik for Plessey Electronics. | |
| Redbridge            | Redbridge            | 14. december 1947  | Hainault-loop               | Under krigen blev de fuldendte tunneller ved Redbridge benyttet af Plessey som flykomponentfabrik. | |
| Gants Hill           | Gants Hill           | 14. december 1947  | Hainault-loop               | Under krigen benyttet som beskyttelsesrum og tunnellerne som ammunitionsfabrik for Plessey Electronics. | |
| Newbury Park         | Newbury Park         | 14. december 1947  | Hainault-loop               | Åbnet i 1903 på GER's Fairlop Loop. | |
| Barkingside          | Barkingside          | 31. maj 1948       | Hainault-loop               | Åbnet i 1903 på GER's Fairlop Loop, lukket 1916–19. | |
| Fairlop              | Fairlop              | 31. maj 1948       | Hainault-loop               | Åbnet i 1903 på GER's Fairlop Loop. | |
| Hainault             | Hainault             | 31. may 1948       | Hainault-loop               | Åbnet i 1903 på GER's Fairlop Loop, lukket 1908–30. | |
| Grange Hill          | Grange Hill          | 21. november 1948  | Hainault-loop               | Åbnet i 1903 på GER's Fairlop Loop. | |
| Chigwell             | Chigwell             | 21. november 1948  | Hainault-loop               | Åbnet i 1903 på GER's Fairlop Loop. | |
| Roding Valley        | Roding Valley        | 21. november 1948  | Hainault-loop               | Togene fortsætter til Woodford. Åbnet i 1936 af LNER på Fairlop Loop. | |
| Snaresbrook          | Snaresbrook          | 14. december 1947  | Epping-grenen               | Åbnet som Snaresbrook & Wanstead af ECR i 1856, omdøbt Snaresbrook for Wanstead i 1929, omdøbt ved overdragelsen til Central line.                                                                             | Åbnet som Snaresbrook & Wanstead af ECR i 1856, omdøbt Snaresbrook for Wanstead i 1929, omdøbt ved overdragelsen til Central line.                                              |
| South Woodford       | South Woodford       | 14. december 1947  | Epping-grenen               | Åbnet af ECR i 1856 som George Lane, og omdøbt South Woodford (George Lane) i 1937, nuværende navn fra 1950. "(George Lane)" fremgår stadig på nogle af perronens rondeller.                                   | Åbnet af ECR i 1856 som George Lane, og omdøbt South Woodford (George Lane) i 1937, nuværende navn fra 1950. "(George Lane)" fremgår stadig på nogle af perronens rondeller.    |
| Woodford             | Woodford             | 14. december 1947  | Epping-grenen/Hainault-loop | Åbnet af ECR i 1856. | Åbnet af ECR i 1856. |
| Buckhurst Hill       | Buckhurst Hill       | 21. november 1948  | Epping-grenen               | Åbnet enkeltsporet af ECR i 1856, flyttet en andelse ved banens udvidelse i 1881-82. | Åbnet enkeltsporet af ECR i 1856, flyttet en andelse ved banens udvidelse i 1881-82.                                                                                            |
| Loughton             | Loughton             | 21. november 1948  | Epping-grenen               | Åbnet af ECR i 1856, flyttet da banen var forlænget til Ongar i 1865, og igen i 1940. | Åbnet af ECR i 1856, flyttet da banen var forlænget til Ongar i 1865, og igen i 1940.                                                                                           |
| Debden               | Debden               | 25. september 1949 | Epping-grenen               | Åbnet af GER i 1865 som Chigwell Road, omdøbt Chigwell Lane senere samme år. Lukket 1916–19, navn ændret ved overdragelsen til Central line.                                                                   | Åbnet af GER i 1865 som Chigwell Road, omdøbt Chigwell Lane senere samme år. Lukket 1916–19, navn ændret ved overdragelsen til Central line.                                    |
| Theydon Bois         | Theydon Bois         | 25. september 1949 | Epping-grenen               | Åbnet af GER i 1865 som Theydon, omdøbt senere samme år. | Åbnet af GER i 1865 som Theydon, omdøbt senere samme år. |
| Epping               | Theydon Bois         | 25. september 1949 | Epping-grenen               | Åbnet af GER i 1865. | Åbnet af GER i 1865. |

### Tidligere stationer
- Denham; aldrig tilsluttet. Denham-forlængelsen blev annulleret pga. beliggenhed i et afsides område inden i Metropolitan Green Belt.
- Harefield Road; aldrig åbnet. Denham-forlængelsen blev annulleret pga. beliggenhed i et afsides område inden i Metropolitan Green Belt.
- Wood Lane; lukket 22. november 1947[50]
- British Museum; lukket 24. september 1933[50]
- North Weald; betjent af Central line første gang 25. september 1949,[50] ved overtage af Great Eastern Railway (GER)'s betjening. Den lukkede 30. september 1994.[50]
- Blake Hall; betjent af Central line første gang 25. september 1949. Stationen lukkede 31. oktober 1981.[50]
- Ongar; betjent af Central line første gang 25. september 1949,[50] ved overtage af GER's betjening. Den lukkede 30. september 1994.[50]

## Rullende materiel

### Tidligere rullende materiel
Da jernbanen åbnede i 1900 blev den betjent af personvogne trukket af elektriske lokomotiver, med passagerer stigende ombord gennem gitterdøre i hver ende. Lokomotiverne havde en stor uaffjedret vægt, der forårsagede vibrationer, som kunne mærkes i bygningerne over ruten. Efter en efterforskning af Board of Trade blev personvognene i 1903 tilpasset som bivogne i de nydannede elektriske togsæt med nye motorvogne. Central London Railway-togene kørte normalt med seks vogne, fire bivogne og to motorvogne, selvom nogle bivogne senere blev udstyret med styreudstyr, så togene kunne udgøres af 3 vogne. Arbejdet med en forlængelse til Ealing Broadway begyndte i 1912, og nye mere kraftfulde motorvogne blev bestilt. Disse ankom i 1915, men forlængelsens færdiggørelse blev forsinket pga. udbruddet af 1. verdenskrig, og vognene hensat. I 1917 blev de udlånt til Bakerloo line, hvor de kørte på den nyligt åbnede forlængelse til Watford Junction. De returnerede i 1920-21 og udgjorde sammen med bivognene fra de oprindelige vogne Ealing-materiellet. I 1925–28 blev togene ombygget, hvor gitterdørene blev erstattet af luftdrevne døre, hvorved antallet af togfører kunne reduceres til to. Efter ombygning af Central London Railway-tunnellerne blev togene erstattet af Standard-materiel overført fra andre baner, og de sidste af de oprindelige tog blev taget ud af drift i 1939.
Standard-materiellet kørte som 6-vognstog indtil 1947, hvor 8-vognstog blev mulige efter Wood Lane blev erstattet af en ny station ved White City. Flere vogne blev overført fra andre baner, da de var erstattet af 1938-materiel. I begyndelsen af 1960'erne var der en plan om at udstyre Piccadilly line med nye tog og overføre dennes nyere Standard-materiel til Central line for at erstatte de ældre vogne der, hvoraf nogle havde været opbevaret udendørs under 2. verdenskrig og var blevet mere og mere upålideligt. Efter de første leverancer af 1959-materiel blev sat i drift på Piccadilly line, blev det dog besluttet at overføre dette materiel til Central line sammen med ekstra ikke-trækkende motorvogne til forlængelse af togene fra 7 vogne til 8 vogne. 1962-materiel blev bestilt for at frigive 1959-materiellet til Piccadilly line. Det sidste Standard-materiel kørte på Central line i 1963, og i maj 1964 var al 1959-materiel frigivet til Piccadilly line.
Den enkeltsporede strækning fra Epping til Ongar blev ikke elektrificeret før 1957, hvortil at ruten blev opereret med styrevognstog, personvogne koblet på et damplokomotiv, der kunne køres fra begge ender, hyret fra British Railways, og et eksperimentelt AEC-letvægtsdieseltogsæt med 3 vogne, der opererede dele af shuttleforbindelsen mandage-fredage i juni 1952. Efter elektrificeringen var to-vognssæt af 1935-materiel benyttet, og senere erstattet af 4-vognssæt af 1962-materiel, specielt modificeret til at klare den begrænsede spænding.[kilde mangler] Strækningen lukkede i 1994, og er nu veteranbanen Epping Ongar Railway.
En shuttle kørte på strækningen fra Hainault til Woodford efter et af 1960-materiellet var blevet modificeret til at teste automatic train operation-systemet, der skulle benyttes på Victoria line. Da hvert 1967-materiel var leveret, kørte det i tests i tre uger på shuttleforbindelsen.

### Nuværende tog
Da signalsystemet på Central line skulle udskiftet i slutningen af 1980'erne, blev det besluttet at fremskynde udskiftningen af 1962-materiellet, der ellers skulle udskiftes omtrent samtidig med 1959-materiellet. Signalsystemet blev erstattet med en opdateret udgave af Automatic Train Operation (ATO)-system benyttet på Victoria line, banens traktionsforsyning boostet og nye tog byyget. Prototypetog blev bygget med to dobbelt- og to enkeltdøre monteret på ydersiden af hver af togets vogne og med elektronisk traktionsudstyr, der gav regenerativ og reostatisk bremsning.
I overensstemmelse med denne plan blev de første 8-vognstog af 1992-materiellet indsat i drift i 1993, og imens de nødvendige signalarbejder for ATO blev udført, blev enmandsbetjening indfaset mellem 1994 og 1995. Automatic Train Protection blev implementeret 1995–97 og ATO 1999–2001, med et centraliseret kontrolcenter i Vestlondon.

### Depoter
Der er tre depoter: West Ruislip (51°33′51″N 0°25′37″V / 51.56417°N 0.42694°V), Hainault (51°36′29″N 0°5′37″Ø / 51.60806°N 0.09361°Ø) og White City (51°30′25″N 0°13′21″V / 51.50694°N 0.22250°V). Depoterne ved Ruislip og Hainault var fuldendt i 1939. Under 2. verdenskrig blev antiluftskyts lavet på Ruislip-depotet og U.S. Army Transportation Corps monterede rullende materiel ved Hainault mellem 1943 og 1945.

## Betjeninger
Udenfor myldretiden betjener Central line som følger:
- 9 tog pr. time mellem West Ruislip og Epping
- 3 tog pr. time mellem Northolt og Loughton
- 9 tog pr. time mellem Ealing Broadway og Newbury Park
  - 6 tog pr. time der fortsætter videre fra Newbury Park til Hainault
- 3 tog pr. time mellem White City og Hainault (via Newbury Park)
- 3 tog pr. time mellem Hainault og Woodford

i alt 24 tog i timen mellem White City og Leytonstone.
Fra 19. august 2016 er der nattogsbetjening mellem Ealing Broadway og Hainault fredage og lørdage aftener.
I september 2013 blev frekvensen i morgenspidstimen øget til 34 tog i timen, hvilket gør banen til den mest intensive togbetjening i Storbritannien. Tidligere havde Victoria line denne rekord med 33 tog i timen.

## Fremtidige og annullerede planer
Nær West Ruislip-depotet krydser Central line over Uxbridge-grenen (delt af Metropolitan og Piccadilly lines), og et enkelt spor, der forbinder de to ruter blev etableret i 1973. Hillingdon Bydelsråd har lobbyet TfL til at omlægge nogle eller alle Central line-tog langs denne til Uxbridge, da West Ruislip Station er beliggende i en stille forstad og Uxbridge er et mere tætbefolket regionalt centrum. TfL har fastslået at forbindelsen vil være umulig indtil Metropolitan lines signalsystem bliver opgraderet i 2017.
Central line var den første Underground-bane, der blev gennemrenoveret i begyndelsen af 1990'erne, inklusive indsættelse af nyt rullende materiel. En ny generation af tog for de dybtliggende tube-baner er planlagt for midten af 2020'erne, begyndende med Piccadilly line og efterfulgt af Central line.
I planerne for den foreslåede Crossrail 2-bane, gående fra Sydvest- til Nordøstlondon og med forventet åbning i 2030, indgik i en årrække overtagelse af Epping-grenen mellem Leytonstone og Epping fra Central line. Per 2013 indebærer banens foretrukne rutealternativer ikke længere dette forslag.
Central line løber direkte under Shoreditch High Street Station og en skiftestation har været et lokalt ønske siden åbningen i 2010. The station would lie between Liverpool Street and Bethnal Green, one of the longest gaps between stations in central London. Stationen ville ligge mellem Liverpool Street og Bethnal Green, som er en af de længste mellemrum mellem stationer i det centrale London. Selvom der ville være mange fordele ved denne skiftestation, blev det udelukket på grund af omkostninger, de forstyrrelser der vil forårsages på Central line under anlægget og fordi perronerne vil være for tæt på sidespor på Liverpool Street.
Udviklerne af businessparken First Central i Park Royal, Vestlondon planlagde en ny station mellem North Acton og Hanger Lane. Denne ville betjene businessparken og medføre skiftemulighed til Park Royal Station på Piccadilly line i gåafstand. Dette er ikke aktivt blevet søgt opnået. London Underground har sagt, at transportfordelene for en Park Royal Station på Central line ikke er tilstrækkeligt høje til at retfærdiggøre anlægsomkostningerne.

### Bøger
- Brown, Joe (1. oktober 2012). London Railway Atlas (3rd udgave). Ian Allan Publishing. ISBN 978-0-7110-3728-1.
- Badsey-Ellis, Antony (2005). London's Lost Tube Schemes. Capital Transport. ISBN 1-85414-293-3.
- Bruce, J Graeme (1988). The London Underground Tube Stock. Shepperton: Ian Allan. ISBN 0-7110-1707-7.
- Croome, D.; Jackson, A (1993). Rails Through The Clay — A History Of London's Tube Railways (2nd udgave). Capital Transport. ISBN 1-85414-151-1.
- Day, John R; Reed, John (2010) [1963]. The Story of London's Underground (11th udgave). Capital Transport. ISBN 978-1-85414-341-9.
- Green, Oliver (1987). The London Underground — An illustrated history. Ian Allan. ISBN 0-7110-1720-4.
- Horne, Mike A.C. (1987). The Central Line: A Short History. North Finchley: Douglas Rose. ISBN 1-870354-01-X. OCLC 59844512. OL 12070417M.
- Leboff, David (1994). London Underground Stations. Ian Allan. ISBN 978-0-7110-2226-3.
- Rose, Douglas (december 2007) [1980]. The London Underground: A Diagrammatic History (8th udgave). Capital Transport. ISBN 978-1-85414-315-0.